# José Roberto Arango
José Roberto Arango Pava es un economista colombiano. Nació en Medellín en 1953. Desde mayo de 2010 y hasta abril de 2011 fue presidente de Millonarios Fútbol Club.
En 2018 fue presidente de RCN Televisión.

## Biografía
José Roberto Arango se graduó como bachiller del Colegio San Ignacio de Medellín. Estudió economía en la Universidad Javeriana de Bogotá y tiene maestría en Administración Pública de la Universidad de Harvard.
Ha ejercido su labor como economista creando empresas como la Alianza Team, a la venta de Cadenalco (actual Almacenes Éxito) y ha ayudado al salvamento de otras empresas que estaban próximas a su liquidación como son: Coltejer, Acerías Paz del Río, Rápido Ochoa, y la finalización del pleito legal entre la familia Gilinski y Bancolombia, que duró 11 años.
En la vida pública fue secretario de hacienda y concejal de su ciudad natal, Medellín. Entre 2002 y 2004 se desempeñó como alto consejero presidencial bajo el gobierno de Álvaro Uribe Vélez. En ese lapso realizó la mayoría de su trabajo de salvamento de empresas. Renunció a su cargo en julio de 2004 tras denuncias de la revista La Otra Verdad que dirigía Pedro Juan Moreno y quien reveló que la familia de Arango tenía una empresa que había firmado con el Estado un millonario contrato para la fabricación de toallas para las fuerzas militares, denunciando también que el vicefiscal general de la nación, Andrés Ramírez Moncayo, era representante legal de dicha empresa. Sobre los negocios de la empresa de su familia con el Estado, al momento de presentar su renuncia Arango dijo, «me acabo de enterar».
En el año 2010 fue designado por el gobierno como facilitador para salvar de la quiebra al equipo de fútbol profesional Millonarios Fútbol Club, siendo su presidente desde el mes de mayo. Al solventar los desmanes de los anteriores dueños se ganó el apodo de "El Mago Arango" por parte del periodismo deportivo. El 20 de abril de 2011 fue nombrado presidente honorario de Millonarios.
En el 2017 reemplazo a Gabriel Reyes en la presidencia del Canal RCN, donde estuvo hasta el año 2018.